# Дзилихов, Михаил Бабуевич
Михаил Бабуевич Дзилихов (2 июня 1916 года, Алагир — 4 декабря 1984 года, Владикавказ, Северная Осетия) — советский военачальник, генерал-майор, военный комендант Хайльбад-Хайлигенштадта (июль 1945 — конец 1946). Почётный гражданин Волгограда и Хайлегинштадта (ГДР).

## Биография
Родился в 1916 году в многодетной крестьянской семье в селе Алагир. В 1933 году окончил семилетнюю школу в Алагире, потом обучался на рабфаке Северо-Осетинского педагогического института. С 1938 года — курсант 2-го Орджоникидзевского пехотного училища. После получения военного образования в 1940 году служил в этом же училище командиром взвода, позднее — командиром роты.
С июля 1942 года воевал при обороне Сталинграда командиром курсантской роты 1-го Орджоникидзевского училища в составе 64-й армии. В 1942 году вступил в ВКП(б). В сентябре 1942 года получил ранение. С октября 1943 года по май 1943 года воевал командиром миномётной роты, командиром стрелкового полка при освобождении Сталинградской, Воронежской и Курской областей. В мае 1943 года получил второе ранение. Находился на излечении в госпитале в Саратове. После госпиталя был отправлен в Куйбышевское пехотное училище, где служил командиром курсантской роты, помощником начальника учебного отдела.
С ноября 1944 года — начальник штаба 218-го гвардейского стрелкового полка, заместитель командира 221-го гвардейского стрелкового полка 69-й армии, с января 1945 года участвовал в освобождении городов Радом и Лодзь. В апреле 1945 года форсировал реку Одер южнее Берлина. Под его руководством был обезврежен штурмбанфюрер СС А. Фогель, который по команде Эрнста Кальтенбруннера открыл шлюзы Одера и затопил Берлинский метрополитен.
С июля 1945 до конца 1946 года — военный комендант города Хайльбад-Хайлигенштадт в земле Тюрингия. За большую помощь при налаживании мирной жизни в Хайлигенштадте был удостоен звания «Почётный гражданин Хайлигенштадта».
С 1947 года — на различных военных должностях. В 1959 году окончил Военную академию имени Фрунзе. Командовал стрелковой дивизией в Закавказском военном округе. В 1965 году присвоено звание «генерал-майор».
С 1965 по 1975 года — военный комиссар Дагестанского, Ставропольского военных комиссариатов.
В 1975 году вышел в запас. Скончался в декабре 1984 года.
Похоронен в Пантеоне Осетинской церкви.
Награды
- Орден Отечественной войны 1 степени (30.07.1944)
- Орден Красного Знамени (13.05.1945)
- Орден Красной Звезды (26.10.1955)
- Почётный гражданин Волгограда (1970) — за активное участие в обороне Сталинграда.
- в феврале 20024 года в Пятигорске на доме, где в советские годы проживал М. Дзилихов, установили мемориальную доску[2]

Сочинения
- К рубежу мира : Докум. повесть / М. Дзилихов. — Орджоникидзе : Ир, 1986. — 125,[1] с. : портр.; 17 см.
- Пусть будет мир, Мах дуг, 1985, № 4, стр. 48 — 62
- Навстречу мечте, Заря, 1974, 18 июля